# Team Penske
Team Penske ili Penske Racing je američka automobilistička momčad, koja se trenutno natječe u IndyCar i NASCAR prvenstvu. Momčad se u prošlosti natjecala i u Can-Am i Trans-Am prvenstvu, te u Formuli 1 i 24 sata Daytone. Dio je korporacije Penske u vlasništvu Rogera Penskea, a predsjednik momčadi je Tim Cindric.

## USAC / CART / IndyCar

### Prvaci
| Sezona         | Prvak           | Pobjede | Šasija                  | Motor                 | Gume |
| USAC           | USAC            | USAC    | USAC                    | USAC                  | USAC |
| -------------- | --------------- | ------- | ----------------------- | --------------------- | ---- |
| 1977.          | Tom Sneva       | 2       | McLaren M24 Penske PC-5 | Cosworth              | G    |
| 1978.          | Tom Sneva       | 0       | Penske PC-6             | Cosworth              | G    |
| CART           |                 |         |                         |                       |      |
| 1979           | Rick Mears      | 3       | Penske PC-7 Penske PC-6 | Cosworth              | G    |
| 1981           | Rick Mears      | 6       | Penske PC-9B            | Cosworth              | G    |
| 1982           | Rick Mears      | 4       | Penske PC-10            | Cosworth              | G    |
| 1983           | Al Unser        | 1       | Penske PC-11            | Cosworth              | G    |
| 1985           | Al Unser        | 1       | March 85C               | Cosworth              | G    |
| 1988           | Danny Sullivan  | 4       | Penske PC-17            | Chevrolet             | G    |
| 1994           | Al Unser Jr.    | 8       | Penske PC-23            | Ilmor, Mercedes-Benz  | G    |
| 2000           | Gil de Ferran   | 2       | Reynard 2KI             | Honda HR-0            | F    |
| 2001           | Gil de Ferran   | 2       | Reynard 01i             | Honda HR-1            | F    |
| IndyCar Series |                 |         |                         |                       |      |
| 2006           | Sam Hornish Jr. | 4       | Dallara IR-05           | Honda HI6R            | F    |
| 2014           | Will Power      | 3       | Dallara DW12            | Chevrolet IndyCar V6t | F    |
| 2016           | Simon Pagenaud  | 5       | Dallara DW12            | Chevrolet IndyCar V6t | F    |
| 2018.          | Josef Newgarden | 4       | Dallara DW12            | Chevrolet IndyCar V6t | F    |

## NASCAR
Penske je u NASCAR-u debitirao 1972., a natjecao se, s prekidima, do 1980. Nakon 11 godina izbivanja, momčad se ponovno vratila ntjecanju 1991. s Rustyjem Wallaceom, prvakom iz 1989. Godine 2010. Brad Keselowski osvojio je naslov u NASCAR Xfinity prvenstvu. Isti je vozač, dvije godine kasnije, osvojio naslov u NASCAR Sprint Cup prvenstvu. Penske je dva puta pobjeđivao na utrci Daytona 500. Prvi put 2008. s vozačem Ryanom Newmanom, a drugi put pobjednik je bio Joey Logano 2015.

## Formula 1
Prva sezona za Penske u Formuli 1 bila je 1971. Već na prvoj utrci na VN Kanade, Mark Donohue osvojio je treće mjesto. Na sljedećoj VN SAD-a, David Hobbs završio je deseti. Bile su to jedine utrke za Penske te sezone. Momčad se vratila u Formulu 1 1974., ali te sezone nije uspjela osvojiti bodove. Sljedeće 1975., Donohue osvaja dva boda na VN Švedske i još dva boda na VN Velike Britanije, ali je na toj utrci momčad koristila Marchovu šasiju. Jedinu pobjedu za Penske ostvario je John Watson na VN Austrije 1976. S još dva Watsonova podija, to je najuspješnija Penskeova sezona u Formuli 1. 

### Rezultati
| Godina | Puni naziv momčadi   | Šasija                | Motor                    | Gume | Vozači                   | Kostruktorski poredak   |
| ------ | -------------------- | --------------------- | ------------------------ | ---- | ------------------------ | ----------------------- |
| 1976.  | Citibank Team Penske | Penske PC4 Penske PC3 | Ford Cosworth DFV 3.0 V8 | G    | John Watson              | 5. mjesto (20 bodova)   |
| 1975.  | Penske Cars          | Penske PC1 March 751  | Ford Cosworth DFV 3.0 V8 | G    | John Watson Mark Donohue | 12. mjesto (2 boda) *   |
| 1974.  | Penske Cars          | Penske PC1            | Ford Cosworth DFV 3.0 V8 | G    | Mark Donohue             | Bez plasmana (0 bodova) |
| 1971.  | Penske-White Racing  | McLaren M19A          | Ford Cosworth DFV 3.0 V8 | G    | Mark Donohue David Hoobs | Bez plasmana (0 bodova) |

### Momčadi koje su koristile Penskeovu šasiju
| Godina | Momčad            | Šasija     | Motor                    | Gume | Vozači                                    | Kostruktorski poredak   |
| ------ | ----------------- | ---------- | ------------------------ | ---- | ----------------------------------------- | ----------------------- |
| 1977.  | ATS Racing Team   | Penske PC4 | Ford Cosworth DFV 3.0 V8 | G    | Hans Binder Jean-Pierre Jarier Hans Heyer | 12. mjesto (1 bod)      |
| 1977.  | Interscope Racing | Penske PC4 | Ford Cosworth DFV 3.0 V8 | G    | Danny Ongais                              | 12. mjesto (1 bod)      |
| 1976.  | F&S Properties    | Penske PC3 | Ford Cosworth DFV 3.0 V8 | G    | Boy Hayje                                 | 5. mjesto (20 bodova) * |

- ^  Donohue je 1975. osvojio 4 boda za momčad Penske; na Anderstropu i Silverstoneu, ali na Silverstoneu gdje je osvojio 2 boda, Penske nije koristio svoju šasiju, nego Marchovu.
- ^  Nizozemska momčad F&S Properties nije osvojila bodove 1976., ali je koristila Penskeovu šasiju, pa je u konstruktorskom poretku rangirana pod imenom Penske-Ford.

## Poveznice
- službene stranice